# Universidad de Montevideo
La Universidad de Montevideo (UM) es una universidad privada ubicada en Montevideo, Uruguay. Comenzó sus actividades académicas en 1986 y obtuvo el título legal de universidad en 1997. Es una universidad de identidad cristiana, está inspirada en las enseñanzas de Josemaría Escrivá, fundador del Opus Dei. 

## Historia
Los orígenes de la Universidad de Montevideo se remontan al 25 de noviembre de 1986, con el lanzamiento del Instituto de Estudios Empresariales de Montevideo (IEEM) en el edificio de la Bolsa de Comercio S.A. En marzo de 1987, se puso en marcha un postgrado en Derecho de la Empresa, con un enfoque interdisciplinario,  dictado por los doctores Jorge Peirano Basso, Ricardo Olivera García, Santiago Pérez del Castillo, Carlos Delpiazzo y Alberto Faget.
El 29 de abril de 1997, la Asociación Civil IEEM fue autorizada a funcionar como Universidad privada por decreto 358/997 y pasó a denominarse "Universidad de Montevideo", de acuerdo al decreto n.º 308/995 del 11 de agosto de 1995 dictado por el Poder Ejecutivo, que creó el marco legal para el funcionamiento de universidades privadas en el Uruguay. El decreto exigía la existencia de tres áreas del saber para el reconocimiento oficial de una Universidad. Las tres facultades reconocidas entonces fueron la Facultad de Derecho, Facultad de Ciencias Empresariales y Economía, y la Facultad de Ingeniería La Escuela de Negocios retuvo el nombre originario de Instituto de Estudios Empresariales de Montevideo Escuela de Negocios (IEEM). En 1998, se creó la Facultad de Humanidades;  en 1999, se creó el Centro de Ciencias Biomédicas en 2002, se creó la Facultad de Comunicación; en 2004, la Facultad de Ciencias Empresariales y Economía comenzó a ofrecer programas de postgrado y en 2017 se creó la Unidad de Maestrías y Postgrados en Economía (UMPE). En marzo de 2022, se creó el Centro de Psicología.

## Símbolos
El escudo de la Universidad de Montevideo fue diseñado por Andrea Cordero Lanza di Montezemolo mientras se desempeñaba como nuncio apostólico de la Santa Sede en Uruguay. Según el lenguaje heráldico, el escudo de la Universidad de Montevideo se blasona: “Un campo azul, tres aros entrelazados de oro”. Los aros indican las tres primeras áreas del conocimiento –derecho, administración y economía– con las que nació. El entrelazamiento de los aros expresan el carácter interdisciplinario de la formación que se imparte desde sus orígenes. Al mismo tiempo, los tres aros y su disposición, simbolizan la Trinidad de Dios. El color oro significa la eternidad, la perfección. El azul significa ideales altos, metas altas y también la inmensidad del saber humano. En el fondo azul brillan en “oro”, los anillos entrelazados y el conjunto cobra plenitud de significado. Las letras puestas como coronamiento del escudo cambiaron en el tiempo con la transformación en Universidad del Instituto con que nació la institución (entonces coronaban el escudo dos EE de “estudios empresariales”).

## Instalaciones

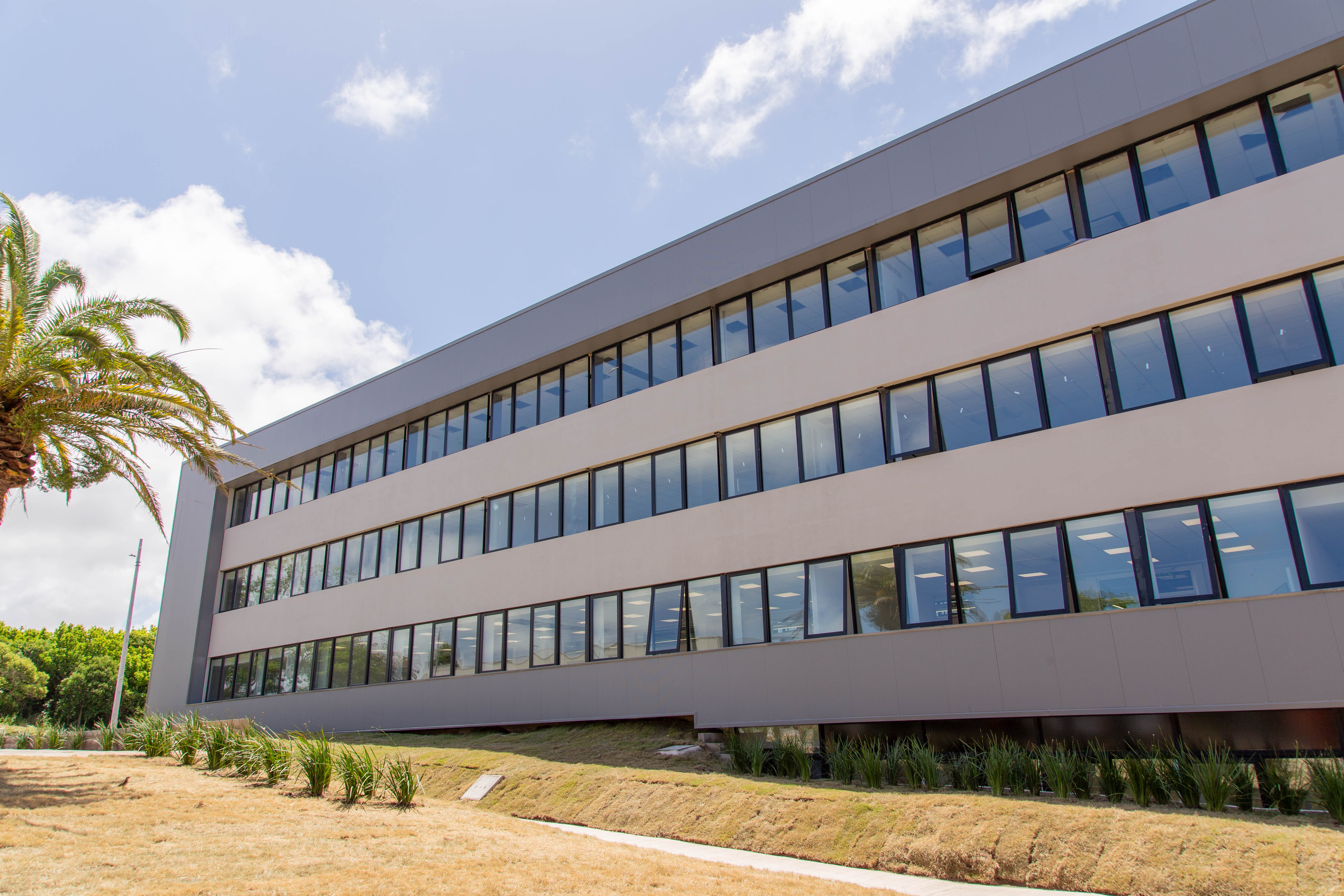
Fachada de las distintas sedes de la UM

La Universidad de Montevideo tiene varios edificios dentro del departamento de Montevideo: 
- Sede central (Prudencio de Pena 2544): Facultades de Comunicación; Derecho; Centro de Estudios de Psicología; Centro de Ciencias Biomédicas.
- Edificio en el Parque de Innovación del LATU (Av. María Luisa Saldún de Rodríguez 2097): Facultades de Ciencias Empresariales y Economía; Humanidades y Educación; Ingeniería; centro Initium.
- Sede CEDEI (Av. Cataluña 3112)
- Edificio IEEM (Lord Ponsonby 2530): Escuela de negocios.

## Unidades académicas
La universidad cuenta con 8 unidades académicas:
- Facultad de Ciencias Empresariales y Economía
- Facultad de Derecho
- Facultad de Comunicación
- Facultad de Humanidades y Educación
- Facultad de Ingeniería
- Escuela de Negocios (IEEM)
- Centro de Ciencias Biomédicas
- Centro de Psicología

## Autoridades
- Rector: Alejandro Cid (PhD)
- Vicerrector: Dr. Enrique Etchevarren
- Facultad de Ciencias Empresariales y Economía. Decano José María Cabrera (PhD)
- Facultad de Comunicación: Decano Álvaro Pérez (PhD)
- Facultad de Derecho: Decano Dr. Miguel Casanova (PhD)
- Facultad de Humanidades y Educación: Decano Francisco O'Reilly (PhD)
- Facultad de Ingeniería: Decano Ing. Rafael Sotelo (PhD)
- Instituto de Estudios Empresariales de Montevideo (Escuela de Negocios): Decano MBA Joaquín Ramos
- Centro de Ciencias Biomédicas: Director Dr. Nicolás Nin (PhD)
- Centro de Psicología: Directora María José Soler (PhD)

## Rankings
Según el QS World University Ranking para el periodo 2024-2025, la UM es la mejor ranqueada entre las universidades privadas uruguayas, encontrándose en la franja 741-750.
De acuerdo con un estudio de Research Uruguay, 99% de sus egresados entre 2018 y 2023 se insertó en su rubro en el mercado laboral. Es la universidad uruguaya con mayor reputación ante los empleadores, según Ranking QS 2025